# Принц Ёнсан (фильм)
«Принц Ёнсан» (кор. 연산군) — фильм южнокорейского режиссёра Син Сан Ока. В 2009 году картина отобрана в программу «Классика Канн» этого международного кинофестиваля. Историческая драма о борьбе за власть в правящей династии Чосон в Корее конца XV века. Кинокритики ряда стран Азии называют этот сюжет «корейским Гамлетом».

## Сюжет
Вторая половина 1490-х годов. Двадцатилетний принц Ёнсан восходит на престол и становится десятым правителем династии Чосон. Он полон желания восстановить доброе имя своей матери — королевы Юн. Сончжон — его ныне покойный отец, имел любимую, но бесплодную наложницу. Для продолжения династии он взял в жёны красавицу Юн, которая вскоре родила ему сына — Ёнсан. Гордая и умная королева, ревнующая мужа к наложнице, была выбрана оппозиционными вельможами в качестве возможной претендентки на престол. Опасаясь переворота, король приказал отравить жену.
Ёнсана посещает дух убитой матери. В попытках вернуть её высокий статус хотя бы посмертно, Ёнсан натыкается на противодействие двора. Преодолевая интриги и противоборство кланов, принц проходит путь от мудрого и справедливого правителя к обезумевшему, кровавому и неуправляемому тирану.

## В ролях
- Син Ён Гён — Ёнсан
- До кум Пон — Чан Нок Су
- Чжу Чун Рю — королева Юн
- Хан Ын Чжин — мать королевы Юн

## Дополнительные факты
- Картина признана лучшей в 1962 году и удостоена Большого колокола — главной кинопремии Южной Кореи[3].
- Режиссёр Син Сан Ок не любил этот фильм, так как считал сделанным его в спешке к премьере, назначенной на предновогодние выходные (31 декабря 1961 года). Он утверждал, что при первой же возможности сожжёт оригинальные негативы. Когда же ему предоставился такой шанс, Син Сан Ок просто перемонтировал фильм, сократив его на 14 минут[2].
- По сюжету картины в 1987 году кинематографистами Южной Кореи снят фильм «Дневник короля Ён Сана» (кор. 연산일기, Yeonsan Ilgi, en:Diary of King Yeonsan (film))